# Дрэгушени
Дрэгушени (рум. Drăgușeni) — коммуна в уезде Сучава в Румынии. В состав коммуны входят также села (данные о населении за 2002 год):
- Броштени (416 человек)
- Гара-Леу (31 человек)
- Дрэгушени (2239 человек)

Коммуна расположена на расстоянии 319 км на север от Бухареста, 43 км на юго-восток от Сучавы, 84 км на запад от Ясс.

## Население
По данным переписи населения 2002 года в коммуне проживали 2686 человек.
Национальный состав населения коммуны:
| Национальность | Количество человек | Процент |
| -------------- | ------------------ | ------- |
| румыны         | 2684               | 99,9 %  |
| венгры         | 1                  | < 0,1 % |
| украинцы       | 1                  | < 0,1 % |

Языки, которые применяются в коммуне:
| Речь       | Количество человек | Процент |
| ---------- | ------------------ | ------- |
| румынский  | 2684               | 99,9 %  |
| украинская | 1                  | < 0,1 % |
| польская   | 1                  | < 0,1 % |

Состав населения коммуны по вероисповеданию:
| Религия      | Количество человек | Процент |
| ------------ | ------------------ | ------- |
| православные | 2245               | 83,6 %  |
| старообрядцы | 2                  | 0,1 %   |
| адвентисты   | 1                  | < 0,1 % |